# Kukulje (Bijelo Polje)
Pour les articles homonymes, voir Kukulje.
Kukulje (en serbe cyrillique: Кукуље) est un village du nord-est du Monténégro, dans la municipalité de Bijelo Polje.

## Démographie

### Évolution historique de la population[1]
| 1948 | 1953 | 1961 | 1971 | 1981 | 1991 | 2003 |
| ---- | ---- | ---- | ---- | ---- | ---- | ---- |
| 632  | 809  | 852  | 912  | 894  | 777  | 569  |